# Stak (plantedel)
 For alternative betydninger, se Stak. (Se også artikler, som begynder med Stak)
Stak som plantedel er navnet på de tynde tråde, der vokser som forlængelse i enden på græssers og græsblomsters dækblade, der dækker frugter og frø. Stakke ses nemmest som de lange tråde på toppen af dækbladene af visse kornaks, såsom rug og havre. Stakke er børsteformede forlængelser af dækbladets midtribbe, og kan være ryg- eller spidsfæstet.
- Stakke ses afbildet som nr. 3 på tegning af en toblomstret småaks hos et græs